# 富倫巴赫

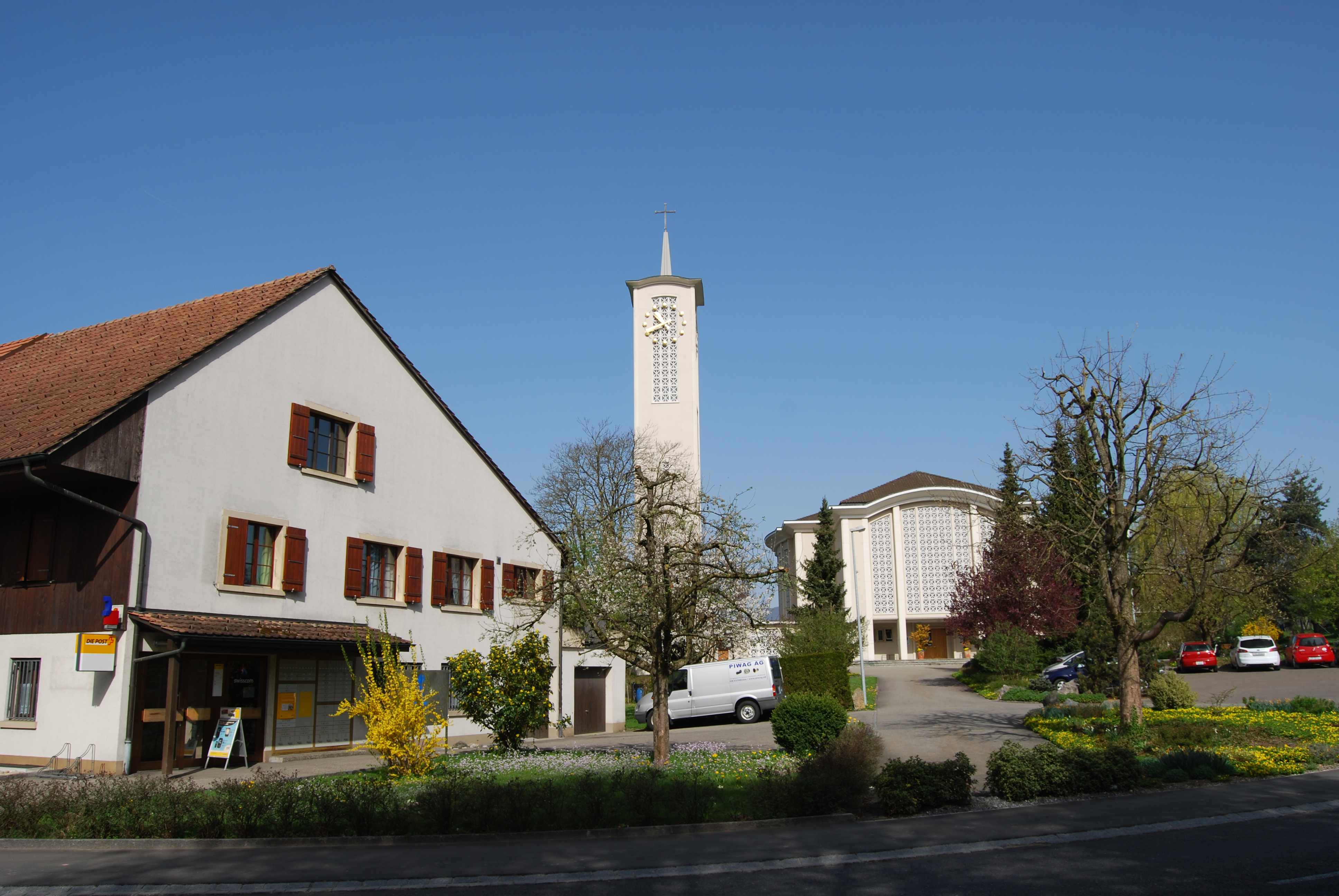

富倫巴赫是瑞士的城鎮，位於該國北部，由索洛圖恩州負責管轄，面積4.52平方公里，海拔高度429米，2012年人口1,680，六成人口信奉羅馬天主教，人口密度每平方公里372人。

## 外部連結
- Official website（页面存档备份，存于） （德文）